# ДОТ № 533 (КиУР)

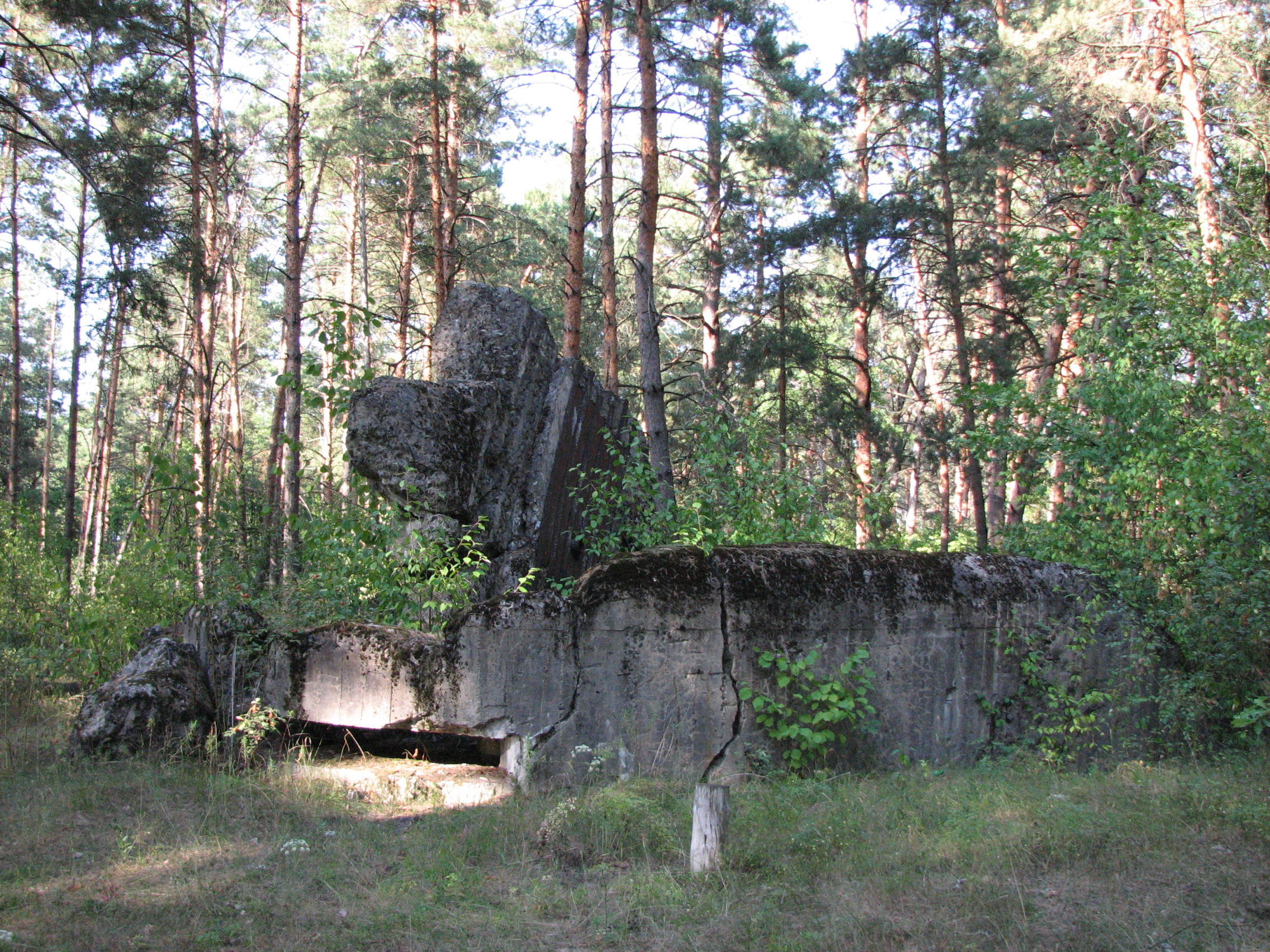
ДОТ № 533

50°39′46″ пн. ш. 30°17′45″ сх. д. / 50.66278° пн. ш. 30.29583° сх. д.
ДОТ № 533 — довготривала оборонна точка, що входила до складу першої лінії оборони Київського укріпленого району. Розташована у лісі напроти села Раківка Вишгородського району.

## Історія

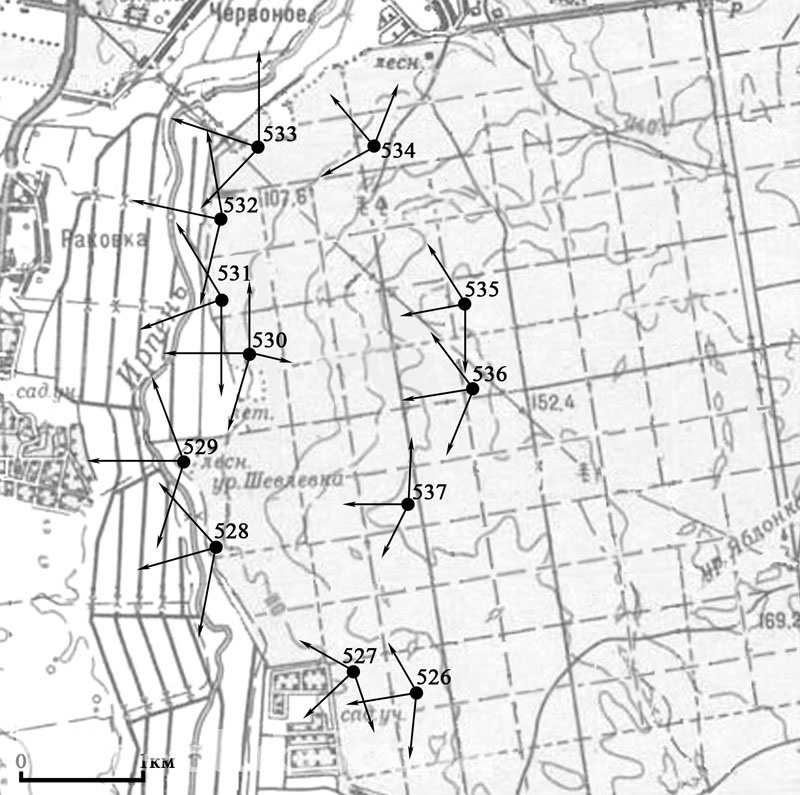
ДОТ № 533 у системі оборони 23-го БРО КиУР

ДОТ було побудовано у 1931 році на західній ділянці оборони Києва безпосередньо на передньому краї укріпрайону південніше села Гута-Межигірська. Ця фортифікаційна споруда мала 1 поверх, 3 амбразури для станкових кулеметів (основне озброєння). Його клас стійкості «М1». Тобто споруда могла витримати 1 влучення 203-мм гаубиці.
Організаційно він входив до складу 23-го батальйонного району оборони (БРО) КиУРа, що прикривав район сіл урочище Шевелівка (між селами Гута-Межигірська та Горенка). Основне завдання ДОТ № 533 — прикривати вогнем дамбу через річку Ірпінь.
З початком Німецько-радянської війни гарнізон самої оборонної точки складався з бійців 161-го окремого кулеметного батальйону КиУР. До 24-25 серпня 1941 року споруда знаходилася у тилу радянських військ, фронт пролягав західніше. Під час другого штурму КиУР, що розпочався 16 вересня 1941 року, ДОТ № 502 не мав бойового контакту із супротивником. Вдень 18 вересня війська 37-ї армії Південно-Західного фронту розпочали за наказом відхід з КиУРа та міста Київ. Гарнізони ДОТ КиУР належали до останніх, хто відходив на лівий берег Дніпра, серед них був і гарнізон ДОТ № 533. Вдень 19 вересня передові загони 71-ї піхотної дивізії німців зайняли територію 13-го БРО без бою, затримуючи лише дезертирів-червоноармійців та перебіжчиків.

## Сьогодення
ДОТ знищено, обставини підриву невідомі. Скоріш за все його знищили німецькі сапери під час зачистки КиУР, вже після 19 вересня 1941 року.

## Галерея

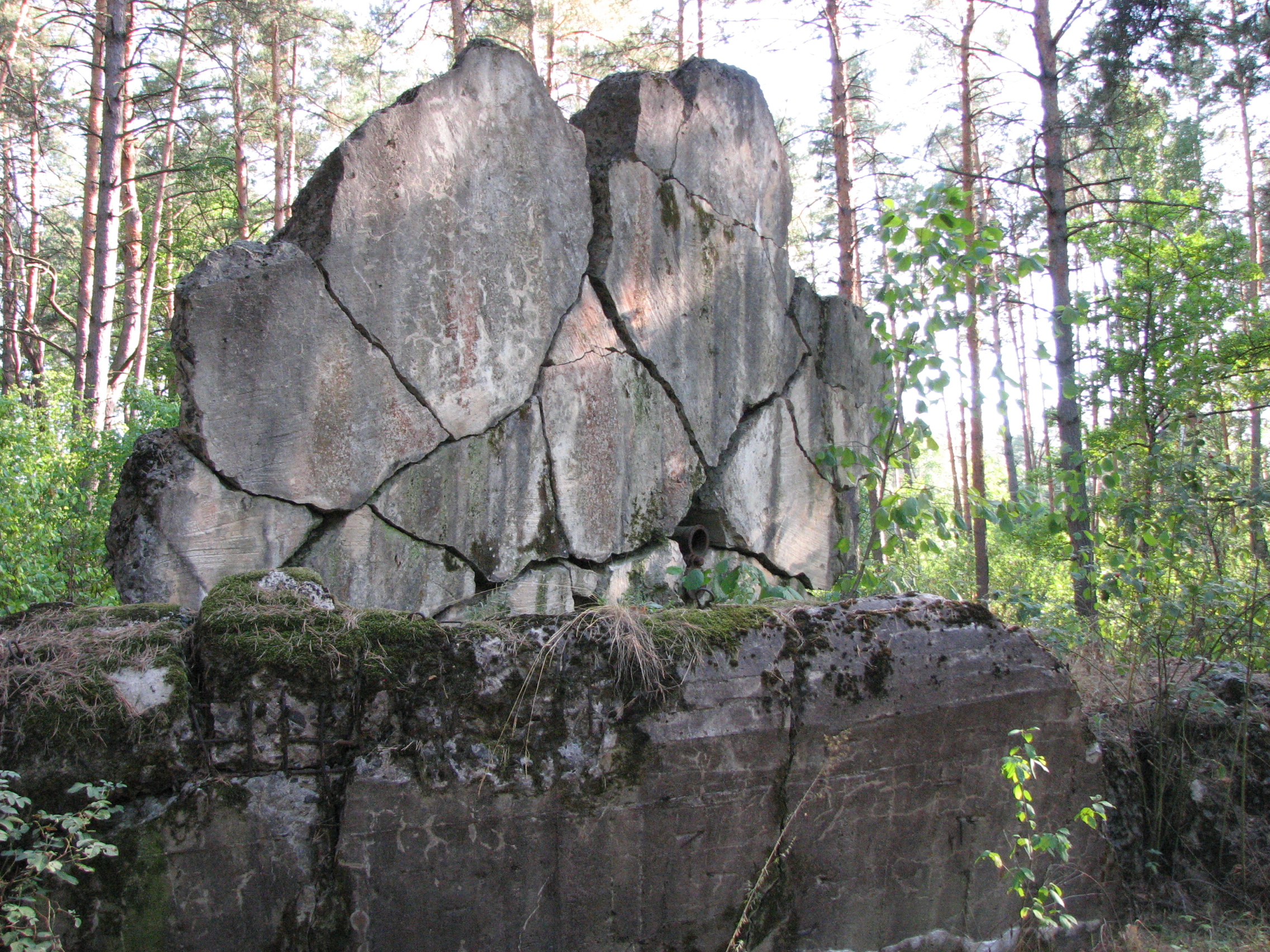
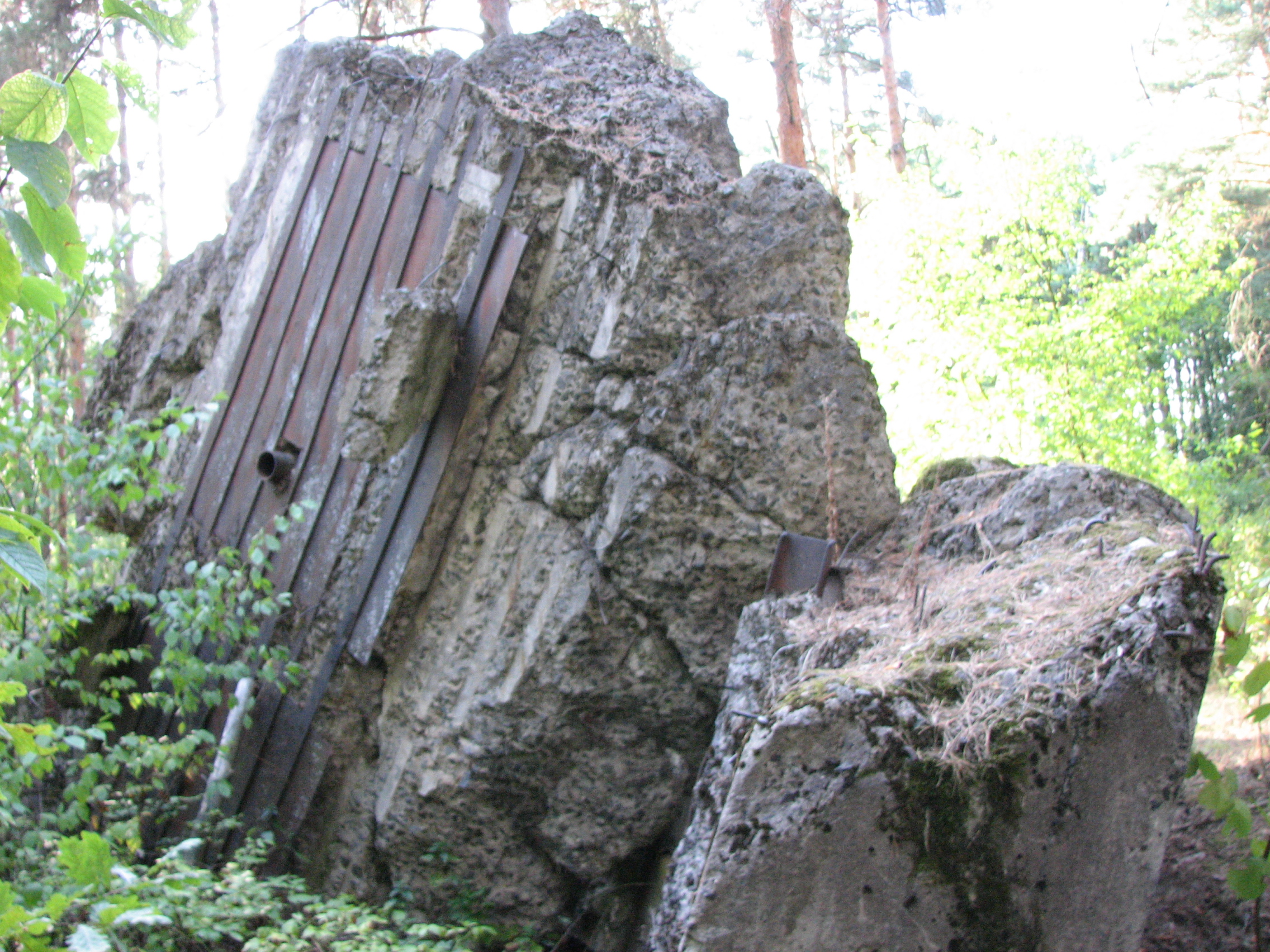